# Reggipoggio

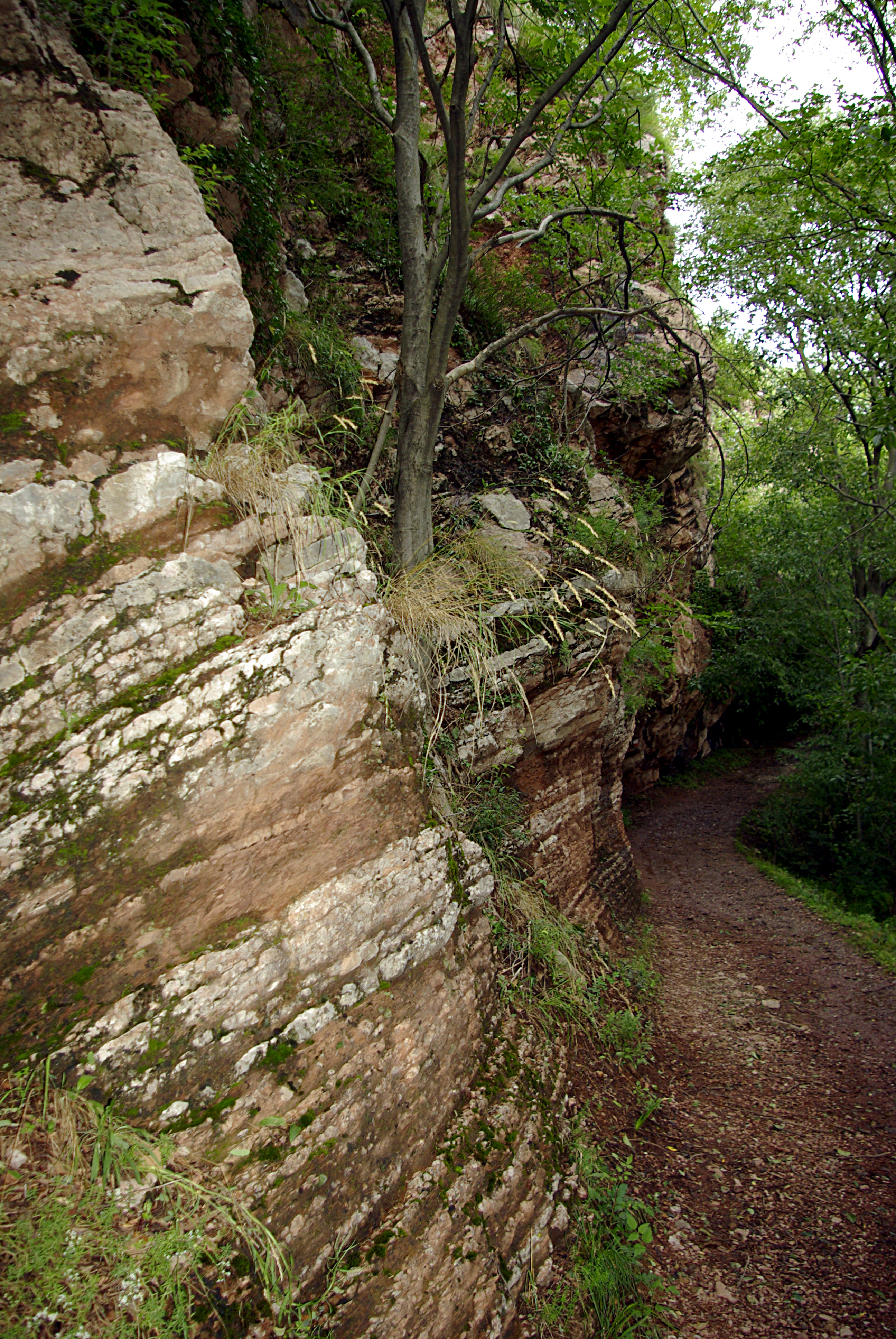
Affioramento di Rosso Ammonitico in assetto a reggipoggio

Il reggipoggio è un versante costituito da rocce sedimentarie, oppure anche magmatiche o metamorfiche purché abbiano almeno una famiglia di discontinuità, nel quale le superfici di strato o le discontinuità abbiano immersione opposta rispetto all'inclinazione del versante. L'andamento della superficie di discontinuità, quando mappata, segue, attenuandole  le curve di livello .
Questo assetto geometrico impedisce che le porzioni di roccia separate dalla stratificazione o dalle discontinuità possano facilmente franare per scorrimento sulle suddette superfici. Si possono in ogni caso innescare altri tipi di movimenti franosi, ad esempio per ribaltamento (caso di bancate subverticali).
L'assetto strutturale opposto a quello di reggipoggio viene detto franapoggio. La stabilità del pendio può essere ulteriormente ridotta quando, fra uno strato e l’altro, esistono livelli lubrificanti (marne, argille, gessi ecc.).